# منگرو کی

منگرو کی (به لاتین: Mangrove Cay)  یک شهرستان در باهاما است که در جزیره آندروس واقع شده‌است.

## خصوصیات
منگرو کی ۸۹۲ نفر جمعیت دارد.